# Споттисвуд, Роджер
Роджер Споттисвуд (англ. Roger Spottiswoode; род. 5 января 1945, Оттава, Онтарио, Канада) — канадский и американский кинорежиссёр, продюсер, монтажёр и сценарист.

## Биография
Начинал в 1970-е годы как монтажёр. Был одним из монтажёров фильма «Соломенные псы», затем монтировал картину «Пэт Гэрретт и Билли Кид» (режиссёр обоих фильмов Сэм Пекинпа), в этом же качестве работал над фильмами «Игрок» Карела Рейша, «Уличный боец» Уолтера Хилла.
Первой самостоятельной кинокартиной Споттисвуда стал фильм «Поезд террора». Затем он снял фильм «Преследование Д. Б. Купера», посвящённый безуспешным поискам знаменитого преступника Д. Б. Купера.
Споттисвуд является постановщиком целого ряда известных картин, в числе которых боевик (детективный триллер) «Огонь на поражение», телевизионный фильм «Затянувшаяся музыка» о первых исследованиях ВИЧ/СПИДа, одна из серий «бондианы» — фильм «Завтра не умрёт никогда» с Пирсом Броснаном в главной роли и многие другие. Споттисвуд часто обращается к жанру политического триллера: «Под огнём» (о диктатуре Сомосы в Никарагуа и её свержении Сандинистской революцией), «Проект «Ельцин»» (о выборах Президента России в 1996 году), «Рукопожатие с дьяволом» (о геноциде в Руанде).
В 2008 году вышел его фильм «Дети Хуанши», повествующий о спасении английским журналистом группы осиротевших детей во время японского вторжения в Китай в 1937 году.
Как сценарист, Споттисвуд выступил соавтором сценария к фильму «Сорок восемь часов».

## Фильмография
- «Поезд страха» (1980);
- «Преследование Д. Б. Купера» (1981);
- «Под огнём» (1983);
- «Лучшие времена» (1986);
- «Огонь на поражение» (1988);
- «Тёрнер и Хуч» (1989);
- «Эйр Америка» (1990);
- «Стой! Или моя мама будет стрелять» (1992);
- «Затянувшаяся музыка» (1993, телевизионный);
- «Месмер» (1994);
- «Хиросима»[англ.] (1995, телевизионный, совместно с Корэёси Курахара);
- «Завтра не умрёт никогда» (1997);
- «6-й день» (2000);
- «История Мэттью Шепарда» (2002);
- «Проект „Ельцин“» (2003);
- «Возвращение мистера Рипли» (2005);
- «Рукопожатие с дьяволом»[англ.] (2007);
- «Дети Хуанг Ши» (2008);
- «Полуночное солнце» (2014);
- «Уличный кот по кличке Боб» (2016).